# اس‌تی‌اس-۷
اس‌تی‌اس-۷ (به انگلیسی: STS-7) هفتمین ماموریت شاتل‌های فضایی و دومین ماموریت شاتل فضایی چلنجر بود. این ماموریت در صبح روز ۱۸ ژوئن ۱۹۸۳ آغاز شد و پس از ۶ روز و ۹۷ بار گردش به دور زمین در ۲۴ ژوئن همان سال پایان یافت. در این ماموریت برای اولین بار فضانوردی زن به همراه شاتل به فضا رفت. اس‌تی‌اس-۷ طولانی‌ترین ماموریت در زمان خود بود.

## خدمه
| رده           | فضانورد         | فضانورد         |
| ------------- | --------------- | --------------- |
| فرمانده       | رابرت کریپن     | رابرت کریپن     |
| خلبان         | فدریک اچ هائک   | فدریک اچ هائک   |
| متخصص ماموریت | جان اف فابیان   | جان اف فابیان   |
| متخصص ماموریت | سالی کی راید    | سالی کی راید    |
| متخصص ماموریت | نورمن ای تاگارد | نورمن ای تاگارد |

## پارامترهای ماموریت
- جرم:
  - هنگام پرتاب مدارگرد: ‎۲۴۹٬۱۷۸ پوند (۱۱۳٬۰۲۵ کیلوگرم)‎
  - هنگام فرود مدارگرد : ‎ ۲۰۴٬۰۴۳ پوند (۹۲٬۵۵۲ کیلوگرم)‎
  - ظرفیت ترابری دی‌اف‌آی: ‎۱۰٬۸۲۲ پوند (۴٬۹۰۹ کیلوگرم)‎
- حضیض : ‎۱۶۰ مایل (۲۶۰ کیلومتر)‎
- اوج : ‎۱۷۰ مایل (۲۷۰ کیلومتر)‎
- زاویهٔ شیب مدار:ل : ۲۸٫۷ درجه[۱]

## نکات برجسته ماموریت
سالی کی راید اولین زن فضانوردی بود که در فضا به پرواز درآمد. شاتل در این ماموریت دو ماهواره آنکی سی-۲ برای تل‌ست کانادا و پالاپا بی-۱ برای اندونزی را در انبار خود حمل می‌کرد. این دو ماهواره با موفقیت در مدار قرار گرفتند. ۷ جعبه دیگر نیز در انبار قرار داشتند که برای مطالعات در فضا در نظر گرفته‌شده‌بودند. یکی از این جعبه‌ها وظیفهٔ بررسی رفتار اجتماعی مورچه‌ها در وضعیت جاذبهٔ صفر را داشت. ۱۰ پلت به ماهوارهٔ پلت شاتل (اسپاس -۰۱) متصل بودند، که برای تحقیقات روی آلیاژهای فلزها در جاذبهٔ صفر و سنسورهای از راه دور استفاده شدند. 
آزمایش‌های انجام گرفته در این ماموریت عبارت‌اند از:
1. بررسی بیماری‌های فضا
2. جریان دائم الکتروفورز
3. رآکتورهای مونودیسپر لاتکس
4. حضور دانش‌آموزان در شاتل

## مخزن خارجی
این ماموریت آخرین ماموریتی بود، که در آن از اس‌دبلیوتی (مخزن با وزن استاندارد) استفاده شد.

## آهنگ بیدارباش
ناسا از برنامهٔ جمینی شروع به پخش موسیقی برای بیدارکردن فضانوردان کرد.
| روز پرواز | ترانه                                     | هنرمند                             | پخش شده برای |
| --------- | ----------------------------------------- | ---------------------------------- | ------------ |
| روز ۲     | "ترانه پرواز دانشگاه تگزاس"               | گروه موسیقی دانشگاه تگزاس          | باب کریپن    |
| روز ۳     | "روز توف تونیا"                           | توفت بلیزبوبز                      | ریک هائک     |
| روز ۴     | "وقتی تو می‌خندی"                          |                                    |              |
| روز ۵     | "سرود پرواز دانشگاه ایالتی کوگار واشنگتن" | گروه موسیقی دانشگاه ایالتی واشنگتن | جان فابیان   |
| روز ۶     | "سرود استنفورد"                           | گروه موسیقی دانشگاه استنفورد       | سالی راید    |
| روز ۷     | "سرود پرواز دانشگاه ایالتی فلوریدا"       | گروه موسیقی دانشگاه ایالتی فلوریدا | نورم تاگارد  |

## فرود
این ماموریت ابتدا قرار بود، با فرود در پایگاه فضایی کندی پایان پذیرد، ولی با وجود هوای بد در فلوریدا مجبور به فرود در پایگاه ادواردز شد. برای فراهم شدن فرود در پایگاه ادورادز ماموریت برای دو گردش مداری تمدید شد. مدارگرد در ۲۹ ژوئن ۱۹۸۳ به پایگاه فضایی کندی انتقال یافت.